# Montceau-les-Mines
 Montceau-les-Mines  es una comuna y población de Francia, en la región de Borgoña-Franco Condado, departamento de Saona y Loira, en el distrito de Chalon-sur-Saône. La comuna forma la totalidad del cantón de Montceau-les-Mines Norte y parte del de Montceau-les-Mines Sur. Es la cabecera de ambos, aunque en el caso del Sur Saint-Vallier tiene más población en el cantón.
Su población municipal en 2007 era de 19 548 habitantes (16 274 en Montceau-les-Mines Norte y 3 274 en Montceau-les-Mines Sur). La aglomeración urbana incluye también las comunas de Saint-Vallier, Blanzy, Sanvignes-les-Mines, Saint-Berain-sous-Sanvignes y Gourdon, teniendo una población total de 41 704 habitantes.
Está integrada en la Communauté urbaine Le Creusot-Montceau-les-Mines .

## Demografía
| ... | ... | ... | ... | ... | ... | ... | ... | 2 206 | 3 337 | 5 377 | 8 287 | 11 011 | 13 108 | 15 313 | 19 612 | 22 467 | 28 779 | 26 305 | 26 830 | 24 629 | 26 606 | 28 173 | 26 902 | 26 726 | 28 308 | 29 364 | 27 421 | 28 177 | 26 925 | 22 999 | 20 634 | 19 548 |
| Para los censos de 1962 a 1999 la población legal corresponde a la población sin duplicidades (Fuente: INSEE [Consultar]) |     |     |     |     |     |     |     |       |       |       |       |        |        |        |        |        |        |        |        |        |        |        |        |        |        |        |        |        |        |        |        |        |